# Гиполибидемия
Гиполибидемия, анафродизия — отсутствие или потеря полового влечения. Гиполибидемия относится к числу сексуальных дисфункций, не обусловленных органическими нарушениями или болезнями (код F52.0 МКБ-10).

## Описание
Гиполибидемия может быть не связана с нарушениями функции половых органов. Человек может иметь сексуальные контакты и получать от них удовлетворение, но при этом у него отсутствует или ослаблена потребность в их инициации.
Снижение полового влечения может быть как результатом конфликтов в отношениях с сексуальным партнёром, так и развиваться на фоне других заболеваний, как соматических (например, гипогликемия), так и психических. Другой распространённой причиной снижения полового влечения является злоупотребление алкоголем и наркотиками.
Для обозначения снижения полового влечения у женщин раньше также часто употреблялся термин «фригидность» (от лат. frigidus — холодный), или «половая холодность». В современной сексологической литературе этот термин употребляется редко, вместо него употребляется понятие «сексуальная дисфункция».

## Лечение
Одобренные препараты: 
- Флибансерин (2015)
- Бремеланотид[англ.] (2019)